# Kepler-1542c
Kepler-1542c es un planeta extrasolar que forma parte de un sistema planetario formado por al menos cuatro planetas. Orbita la estrella denominada Kepler-1542. Fue descubierto en el año 2016 por la sonda Kepler por medio de tránsito astronómico.